# Ophrys × flavicans
Ophrys × flavicans Vis., 1842 è una pianta erbacea della famiglia delle Orchidacee.
È un'entità di origine ibridogena (O. bertolonii × O. sphegodes).

## Descrizione
È una pianta erbacea con fusto eretto, alta 15–30 cm.
I fiori, da 3 a 5, sono riuniti in infiorescenze più o meno lasse e presentano sepali ovato-lanceolati, di colore dal rosa al lilla, e petali allungati, di colore dal rosa al rosso brunastro, con venatura centrale verdastra e margine retto o leggermente ondulato; il labello è leggermente incurvato a sella, di colore bruno-rossiccio, con fitta pelosità marginale e con macula lucida, scutiforme o più raramente a ferro di cavallo, di colore grigio-bluastro; la cavità stigmatica è più larga che alta.

## Biologia
Come molte altre specie del genere Ophrys, Ophrys × flavicans non produce nettare; gli insetti pronubi vengono attratti dal labello che richiama le sembianze della femmina; la forma a sella del labello di queste orchidee si adatta a quella assunta dall'addome di questi insetti durante la copula; questa specie può quindi essere classificata tra i “fiori ingannevoli” e il tipo di impollinazione viene definita come impollinazione a pseudo-copulazione.
Tra le specie individuate come insetti impollinatori di questa entità vi sono diversi insetti apoidei della famiglia Megachilidae tra cui Megachile albonotata, Megachile benoisti, Megachile manicata, Megachile parietina e Megachile sicula.

## Distribuzione e habitat
Questa entità è diffusa nella parte centro-occidentale del bacino del Mediterraneo (Spagna, Francia, Italia ed ex-Jugoslavia).
Segnalata in Italia settentrionale, nel Gargano, alle pendici della Majella e in Sicilia .
Cresce su garighe, pascoli e praterie, con predilezione per i terreni calcarei.

## Tassonomia

### Sinonimi
- Ophrys × agustinii Kreutz
- Ophrys × aurelia P.Delforge, Devillers-Tersch. & Devillers
- Ophrys × azurea H.Baumann & Künkele
- Ophrys × balearica P.Delforge
- Ophrys × benacensis (Reisigl) O.Danesch & E.Danesch
- Ophrys bertolonii subsp. aurelia (P.Delforge, Devillers-Tersch. & Devillers) Kreutz
- Ophrys bertolonii subsp. balearica (P.Delforge) L.Sáez & Rosselló
- Ophrys bertolonii subsp. benacensis (Reisigl) P.Delforge
- Ophrys bertolonii var. bertoloniiformis (O.Danesch & E.Danesch) Balayer
- Ophrys bertolonii subsp. bertoloniiformis (O.Danesch & E.Danesch) H.Sund.
- Ophrys bertolonii subsp. catalaunica (O.Danesch & E.Danesch) Soca
- Ophrys bertolonii var. catalaunica (O.Danesch & E.Danesch) D.Tyteca & B.Tyteca
- Ophrys bertolonii subsp. drumana (P.Delforge) Kreutz
- Ophrys bertolonii var. explanata Lojac.
- Ophrys bertolonii subsp. explanata (Lojac.) Soca
- Ophrys bertolonii var. ferrequinoides Balayer
- Ophrys bertolonii subsp. magniflora (Geniez & Melki) Soca
- Ophrys bertolonii subsp. saratoi (E.G.Camus) Soca
- Ophrys bertolonii f. triloba (Renz) Soca
- Ophrys × bertoloniiformis O.Danesch & E.Danesch
- Ophrys × bertoloniiformis subsp. benacensis Reisigl
- Ophrys × bertoloniiformis subsp. explanata (Lojac.) Hennecke & S.Munzinger
- Ophrys × catalaunica O.Danesch & E.Danesch
- Ophrys catalaunica f. magniflora (Geniez & Melki) P.Delforge
- Ophrys × couloniana P.Delforge & C.Delforge
- Ophrys × dekegheliana P.Delforge
- Ophrys × disjecta Murr
- Ophrys × drumana P.Delforge
- Ophrys × explanata (Lojac.) P.Delforge
- Ophrys × fucinis Soca
- Ophrys × gelmii Murr
- Ophrys × grinincensis P.Delforge
- Ophrys × magniflora Geniez & Melki
- Ophrys × melitensis (Salk.) Devillers-Tersch. & Devillers
- Ophrys × montserratensis Cadevall
- Ophrys × motolesensis Soca
- Ophrys × promontorii O.Danesch & E.Danesch
- Ophrys × pseudobertolonii Murr
- Ophrys × pseudobertolonii var. aurelia (P.Delforge, Devillers-Tersch. & Devillers) Hennecke & S.Munzinger
- Ophrys × pseudobertolonii var. benacensis (Reisigl) Hennecke & S.Munzinger
- Ophrys × pseudobertolonii subsp. bertoloniiformis (O.Danesch & E.Danesch) H.Baumann & Künkele
- Ophrys × pseudobertolonii subsp. catalaunica (O.Danesch & E.Danesch) H.Baumann & Künkele
- Ophrys × rosae D'Alonzo
- Ophrys × saratoi E.G.Camus
- Ophrys × saratoi subsp. benacensis (Reisigl) Del Prete
- Ophrys × saratoi nothosubsp. gelmii (Murr) H.Baumann & Künkele
- Ophrys sphegodes subsp. melitensis Salk.
- Ophrys × tarentina Gölz & H.R.Reinhard
- Ophrys × zonnoi Soca